# La strada per Sofia
La strada per Sofia (Пътят към София) è una miniserie TV bulgaro-sovietica del 1978 dedicata al 100º anniversario della liberazione della Bulgaria.